# 코엘 퓨리

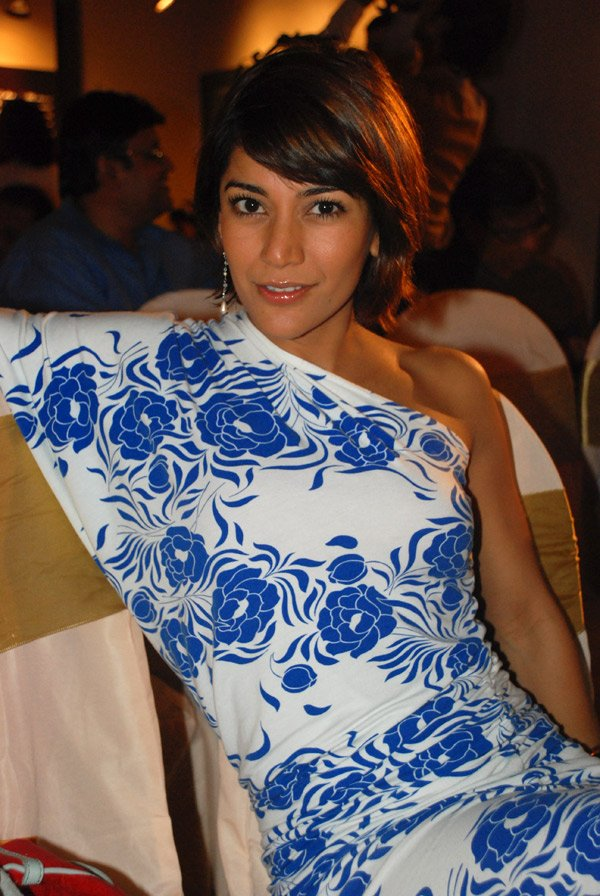

코엘 퓨리(Koel Purie, 1978년 11월 25일 ~ )는 인도의 배우이다. 델리에서 태어났다.

## 영화
- 락온!! (2008년)
- 아말 (2007년)
- 더티 워 (2004년)
- 아메리칸 데이라이트 (2004년)
- 에브리바디 세즈 아임 파인! (2001년) - 니키타 역